# نيلسون براغ
نيلسون براغ (بالإنجليزية: Nelson Bragg)‏ هو موسيقي وكاتب أغاني أمريكي، ولد في 14 أغسطس 1961.

## وصلات خارجية
- نيلسون براغ على موقع ميوزك برينز (الإنجليزية)
- نيلسون براغ على موقع ديسكوغز (الإنجليزية)